# Wiesbadener Tagblatt
Das Wiesbadener Tagblatt war nach dem Wiesbadener Kurier die zweite langfristig in der hessischen Landeshauptstadt Wiesbaden erscheinende Tageszeitung nach Ende des Zweiten Weltkrieges. Die  verkaufte Auflage betrug im 2. Quartal 2019 mit dem seit 2013 inhaltsgleichen Wiesbadener Kurier zusammen 35.352 Exemplare, ein Minus von 56,9 Prozent seit 1998. Das Wiesbadener Tagblatt wurde zum Jahresbeginn 2020 eingestellt und ging in dem Kurier auf.

## Geschichte

### Nachrichten- und Anzeigenblatt
Die Vorgänger des Wiesbadener Tagblatts lassen sich bis zum „Nachrichten- und Anzeigenblatt“, der ersten in Wiesbaden verlegten Zeitung, zurückverfolgen. Dieses ging, anders als übliche zeitgenössische Zeitungsgründungen, insbesondere in den Ländern des Hauses Nassau, nicht auf eine Initiative der Regierung zurück. Initiator war vielmehr der Hof- und Kanzleibuchdrucker Johannes Schirmer. Er erhielt am 1. Dezember 1769 das Privileg zur Herausgabe eines „Wochenblättgens“. Am 24. April 1770 wies ein Rundschreiben der nassauische Regierung die Ämter und Oberämter an, jeweils ein Exemplar des zukünftigen Blattes zu erwerben und in der Bevölkerung Werbung für den Abschluss von Abonnements zu machen. Am 17. Mai 1770 kündigte Schirmer für Anfang Mai die Herausgabe eines „hoch Fürstlichen Nassau-Saarbrückisch priveligirten gemeinnützigen Nachrichten- and Anzeigenblattes“ an und eröffnete den Verkauf von Abonnements. Zugleich zeigte er an, dass er von mehreren Behörden mit Informationen versorgt werde. Besondere Bedeutung sollten Berichte über den Kurbetrieb erhalten, unter anderem mit Informationen über die Eigenschaften des Wiesbadener Mineralwassers und mit dem Abdruck von Kurlisten.
Tatsächlich scheint die erste Ausgabe erst im Juni 1770 erschienen zu sein. Die ersten beiden Jahrgänge sind heute nicht mehr vorhanden und offenbar auch nicht in der älteren Forschung bearbeitet worden. Erscheinungstag war zunächst der Samstag, dann der Montag. 1781 übernahm Schirmers Geschäftsnachfolger Johann Heinrich Frey auch die Herausgabe des Nachrichten- und Anzeigenblatts. In dieser Zeit scheint sich der Druckumfang verringert zu haben, unter anderem mit der Veröffentlichung gekürzter Kurlisten. Über Umfang, Freiexemplare, Abonnementpreis  und die Veröffentlichung von Behördenanzeigen gab es in den folgenden Jahren mehrfach Auseinandersetzungen zwischen Frey und der Landesverwaltung.
Überliefert ist eine Namensänderung mit der zweiten Ausgabe des Jahres 1796 in „Gnädigst priveligirte Wiesbader Nachrichten zur Beförderung des Nahrungsstandes“. Im Jahr 1806 ist der Titel „Gnädigst privilegirtes Wiesbader Wochenblatt“ genannt, im gleichen Jahr wurde es aber offenbar erneut in „Wiesbadener Wochenblatt“ umbenannt. 1809 stellte es sein Erscheinen ein, nachdem die fürstliche Verwaltung sowohl Zahlungen für die Veröffentlichung ihrer Anzeigen verweigert als auch eine Erhöhung des Abonnementpreises nicht genehmigt hatte.
Für das Jahr 1784 sind 113 Abonnenten überliefert, für 1797 149 und für 1807 312 Abonnenten. Die anfängliche fürstlich angeordnete Praxis verpflichtender Behördenabonnements scheint sich bald in eine Verpflichtung des Herausgebers zur Abgabe von Freiexemplaren an der Landesverwaltung umgekehrt zu haben.
Offenbar parallel zum Eingehen der ersten Zeitung am Ort hatte Hofbuchhändler Ludwig Schellenberg das Privileg zum Abdruck von Regierungsverordnungen des inzwischen gegründeten Herzogtums Nassau erhalten. Dieses reine Amtsblatt war aber offenbar im breiten Publikum nicht erfolgreich.

### Wiesbadener Wochenblatt

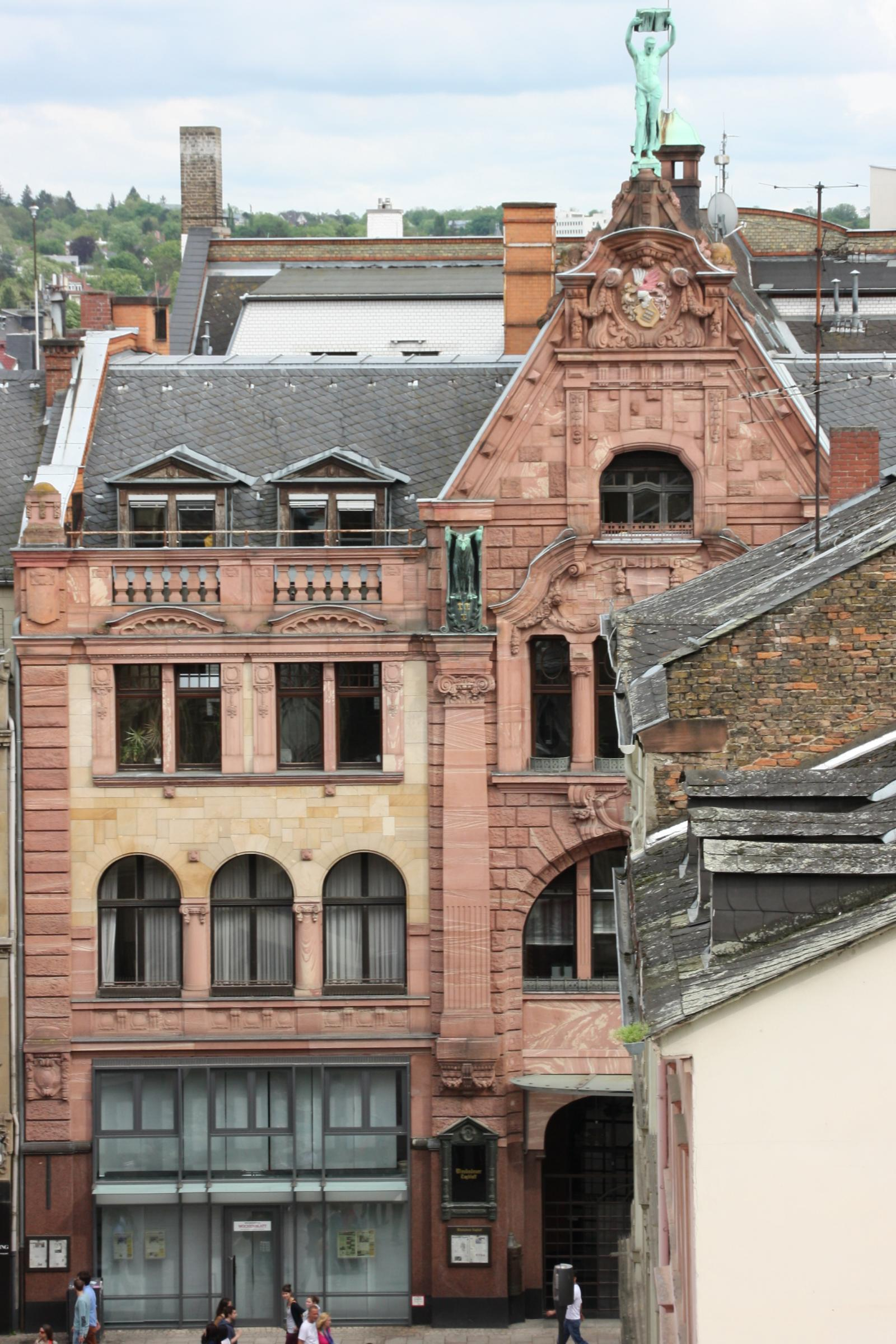
Am Standort des 1909 errichteten Pressehauses in der Langgasse erschien 1844 erstmals das Wiesbadener Wochenblatt, später Wiesbadener Tagblatt.

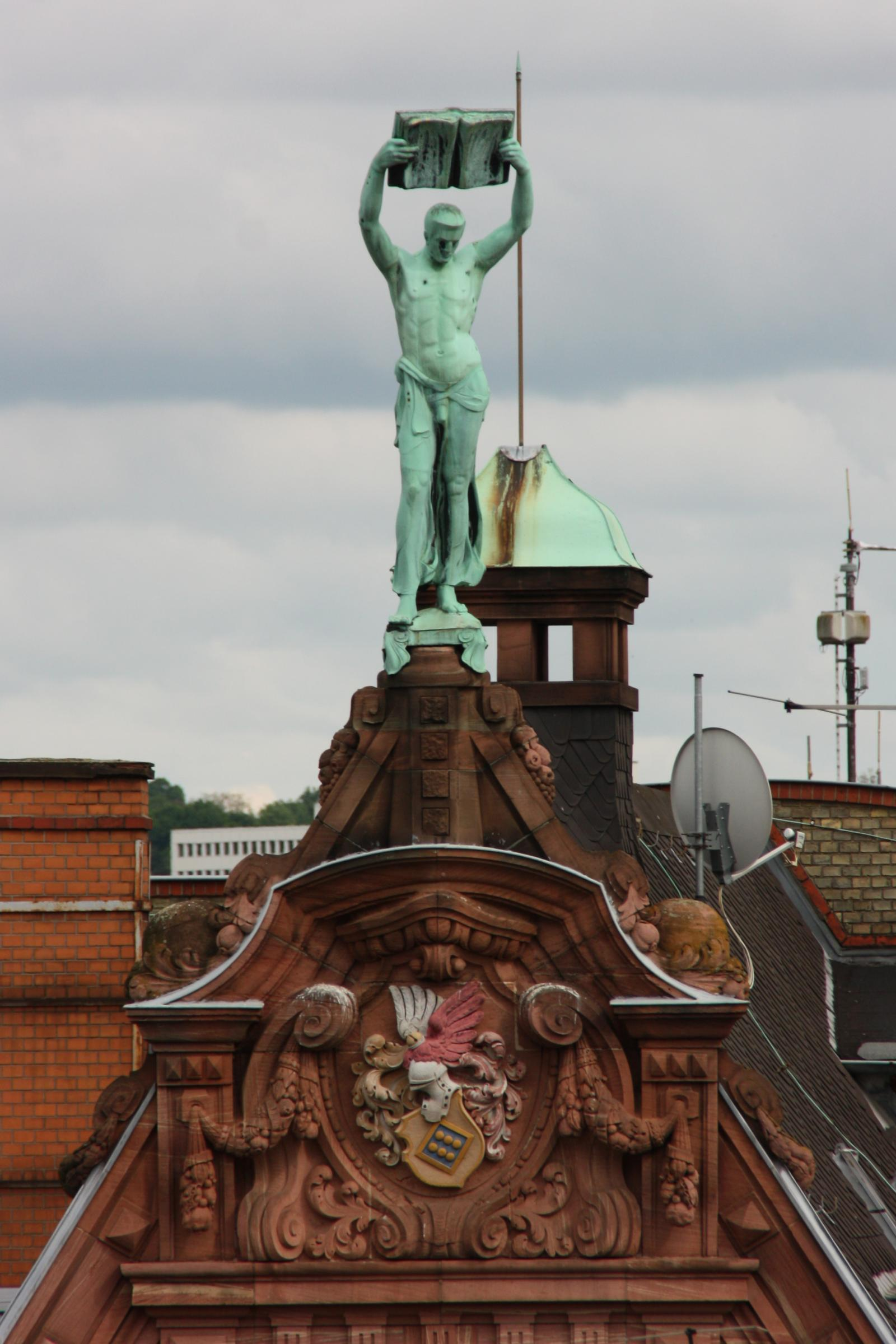
Am Giebel des Pressehauses, das zur Route der Industriekultur Rhein-Main Wiesbaden gehört, befindet sich die überlebensgroße Plastik „das Wissen“ des Frankfurter Bildhauers Philipp Modrow.

Auch als Folge der Gründung des Herzogtums setzte in Wiesbaden ein wirtschaftlicher Aufschwung ein. Der damit einhergehend Bedarf an kommerziellen Anzeigen bewegte Johann Heinrich Frey 1810 offenbar zu einem weiteren Versuch eines Wochenblatts. Unter dem Titel „Wiesbader Wochenblatt“, später „Wiesbadener Wochenblatt“ erschien es bis zum Jahr 1819 unter der Verlegerschaft Freys. Danach wechselten als Verleger mehrfach E. Enders, J. A. Stein, Ludwig Riedel und Ludwig Schellenberg. Von 1844 an war Schellenberg durchgängig der Verleger des Wiesbadener Wochenblatts. Bis etwa zum Jahr 1850 und auch während der Deutschen Revolution beschränkte der Inhalt sich im Wesentlichen auf Anzeigen von Staats- und Stadtverwaltung sowie von privaten Kunden.

### Wiesbadener Tagblatt
Unter Ludwig Schellenbergs Sohn August wechselte der Erscheinungsturnus im Jahr 1852 auf täglich und der Name der Publikation zu „Wiesbadener Tagblatt“. Parallel wurden redaktionelle Inhalte, unter anderem zu politischen Themen, in das Blatt aufgenommen, die zuvor nur in Form von Einsendungen gelegentlich erschienen waren. 1891 wurden eine Abend- und eine Morgenausgabe eingerichtet. Sein Sohn, Louis Schellenberg übernahm 1877 die Leitung der Schellenberg’schen Hofdruckerei, die dann ab 1887 mit Rotationsmaschinen druckte. In den 1920er Jahren war Hermann Lekisch Chefredakteur der Tagblatts.
Mit dem Erscheinungstag 1. Juli 1943 wurde das Blatt aufgrund „kriegsbedingter Notwendigkeit“ mit dem NSDAP-Parteiblatt Nassauer Volksblatt zur Wiesbadener Zeitung zusammengeschlossen. Die ursprüngliche, auf das Jahr 1848 zurückgehende Wiesbadener Zeitung war bereits 1936 vom Nassauer Volksblatt übernommen worden. Die in den folgenden Monaten verwendeten Verlagsnamen legen nahe, dass die Familie Schellenberg weiter an dem Unternehmen beteiligt war. Die letzte Ausgabe der Wiesbadener Zeitung erschien am 26. März 1945. Anschließend erhielt der Enkel des Gründers, Gustav Schellenberg, von der US-Besatzungsmacht Berufsverbot.

## Wiesbadener Tagblatt nach dem Zweiten Weltkrieg
Zwar konnte Schellenberg das Tagblatt 1949 wieder erscheinen lassen, fand den Markt aber von dem 1945 gegründeten Wiesbadener Kurier bereits weitgehend ausgeschöpft, sodass die Zeitung 1950 der Allgemeinen Zeitung Mainz angegliedert wurde. Die Allgemeine Zeitung hatte bereits von März 1949 an eine Wiesbadener Ausgabe veröffentlicht, die mit dem Tagblatt zusammengeschlossen wurde. Der Verlag Schellenbergs wurde in eine GmbH umgewandelt und eng mit der Mainzer Verlagsanstalt verbunden. Zum Jahresbeginn 1952 schloss sich der Aar-Bote der Mainzer Verlagsanstalt an, im März des Jahres die Idsteiner Zeitung. Chefredakteur des Tagblatts nach dem Zweiten Weltkrieg war Johannes Schäfer. Ihm folgte Erich Dombrowski und 1964 Hermann Schreiber.
Das Wiesbadener Tagblatt wurde zuletzt von der VRM GmbH & Co. KG, die sich aus der Mainzer Verlagsanstalt entwickelt hatte, herausgegeben, genauso wie sein deutlich größerer „Stadtkonkurrent“, der Wiesbadener Kurier. Seit 2013 haben beide Zeitungen einen identischen Inhalt und erreichten kurz vor der Einstellung des Tagblatts gemeinsam eine verkaufte Auflage von 47.277 Exemplaren. Zudem erfolgte seit 2013 eine gemeinsame Mantelproduktion für Kurier, Tagblatt und Allgemeine Zeitung in Mainz. Wiesbaden ist damit deutschlandweit die erste Landeshauptstadt, in der es keine Zeitung mit eigener Vollredaktion mehr gibt.
Der Sitz befand sich im Pressehaus in der Wiesbadener Fußgängerzone (Langgasse 21). Letzter Chefredakteur war Stefan Schröder.

## Auflage
Die Auflage des Wiesbadener Tagblatts wurde seit dem Jahr 2013 gemeinsam mit dem Wiesbadener Kurier ausgewiesen. Seit etwa dem Jahr 2000 hatten beide Zeitungen erheblich an Auflage eingebüßt, ähnlich wie andere Lokalzeitungen bundesweit. Die verkaufte Auflage ist in den vergangenen 10 Jahren um durchschnittlich 4,7 % pro Jahr gesunken. Im vergangenen Jahr hat sie um 8,3 % abgenommen. Kurz vor Einstellung des Tagblatts lag sie bei 47.277 Exemplaren. Der Anteil der Abonnements an der verkauften Auflage lag bei 90,6 Prozent.
| 1998  | 1999  | 2000  | 2001  | 2002  | 2003  | 2004  | 2005  | 2006  | 2007  | 2008  | 2009  | 2010  | 2011  | 2012  | 2013  | 2014  | 2015  | 2016  | 2017  | 2018  | 2019  | 2020  | 2021  | 2022  | 2023  | 2024  |
| ----- | ----- | ----- | ----- | ----- | ----- | ----- | ----- | ----- | ----- | ----- | ----- | ----- | ----- | ----- | ----- | ----- | ----- | ----- | ----- | ----- | ----- | ----- | ----- | ----- | ----- | ----- |
| 81962 | 81499 | 80775 | 80536 | 77966 | 75989 | 74312 | 72491 | 71156 | 70080 | 68182 | 66169 | 65065 | 63015 | 61699 | 58986 | 57304 | 55924 | 54035 | 52359 | 50263 | 47784 | 45682 | 44938 | 41933 | 38559 | 35352 |